# Hel (déesse)
Pour les articles homonymes, voir Hel et Hela.
 (janvier 2023).
Si vous disposez d'ouvrages ou d'articles de référence ou si vous connaissez des sites web de qualité traitant du thème abordé ici, merci de compléter l'article en donnant les références utiles à sa vérifiabilité et en les liant à la section « Notes et références ».

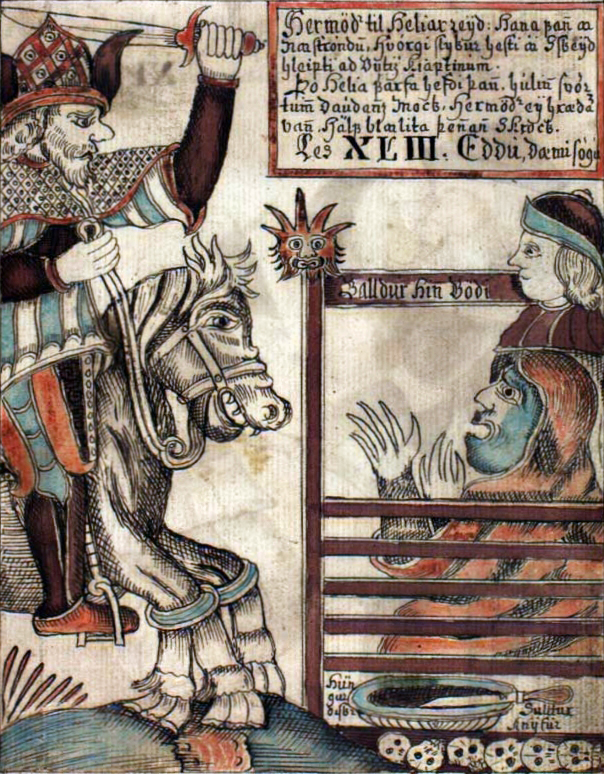
Le dieu Hermód va voir Hel, déesse des enfers. Manuscrit islandais du XVIIIe siècle, Institut Árni Magnússon.

Hel est la déesse des morts dans la mythologie nordique. Elle est la fille de Loki et de la géante Angrboda, et la sœur de Fenrir et de Jörmungand. Elle est également une déesse guerrière.
L'historien islandais Snorri Sturluson écrit dans la Saga des Ynglingar que le roi légendaire de Suède, Dyggve, devint son mari après sa mort.
Hel est assimilable à Perséphone, à Hécate, mais aussi à Mélinoé dans la mythologie grecque.

## Déesse des morts
Dans les textes anciens et selon la tradition odiniste et de l’Asatru, détenteurs de la Propriété Óðal, antérieurs aux sagas (chrétiennes pour la grande majorité), Hel est la douce déesse de la mort. Elle a la moitié du visage plongé dans les ténèbres de la mort et l’autre dans la lumière de la vie. Elle conduit les esprits des défunts notamment ceux qui ont eu une « mort de paille » c'est-à-dire une mort naturelle dans leur lit, vers leur vaisseau pour suivre le courant de l’une des douze rivières, les Élivágar dont l’une débouche dans le pays de Gimlé (équivalent des Champs Élysées grecs). Les Vikings et plus largement les Scandinaves qui n’avaient pas la possibilité d’être inhumés dans de vrais navires, avaient des « tombes naviformes » en pierres levées pour figurer un vaisseau. Hel avait la possibilité de transformer ces sépultures naviformes en véritables navires.
Le professeur Régis Boyer emploie les termes « affabulations » et « intoxications » pour qualifier les textes écrits par les auteurs chrétiens deux ou trois siècles après « l'ère Viking », car la Déesse et le lieu Hel concernent le monde des morts, ni bon ni mauvais,. En effet, l'Église et aussi les sagas des clercs chrétiens n'avaient de cesse de dévaluer et diaboliser les créatures merveilleuses païennes, pour eux, elle fut jetée en Helheim par Odin, qui lui donna autorité sur tous ceux qui étaient morts de maladie ou de vieillesse. Elle ne sera pas présente lors du Ragnarök, mais enverra une armée de morts commandée par son père. En attendant ce jour, elle construit Naglfar, un navire fait avec les ongles des morts.
Régnant sur neuf mondes infernaux, elle a pour seuil la Perfidie, pour lit la Maladie, pour écuelle la Disette et pour couteau la Faim.
S'il n'y a pas de mention de son apparence physique dans les plus anciens textes norrois, les textes les plus récents (Xe siècle et postérieur) furent fortement teintés de mystique chrétienne. L'Église apportait dans ses bagages toute une magie biblique ou orientale que l'on attribua à tort aux Vikings. Il en résulta qu'on affubla Hel d'une laideur effroyable (un côté noir et pourri, un côté livide) à cette époque. D'après d'autres croyances, l'un des côtés de Hel serait d'une beauté inhumaine tandis que l'autre serait à l'état cadavérique rongé par les vers et pourrissant.
Son nom est à l'origine des mots hell en anglais, Hölle en allemand et helvete dans les langues scandinaves, qui sous l'influence du vocabulaire ecclésiastique, ont pris le sens d'enfer.

## Astronomie
- (949) Hel, astéroïde